# 卡茨基尔山
卡茨基尔山（英語：或）是美國紐約州哈德遜河以西、奧本尼西南方的一處高原，是阿利根尼高原的最東部。東部陡峭，向西漸見平緩。最高點斯萊德山海拔1,274（4,180英尺）。
由於保留著自然風光，而且距離紐約市不遠，自20世紀初開始東歐移民逢假期都在這裡，避開都市生活的壓力，因而這裡又被稱作羅宋湯帶（又譯波希特帶）。
1. ↑  . 國家地理. No. 266: 28–31.   [2024-02-16]. ISSN 1608-2621. （原始内容存档于2024-02-16）.